# Oeoniella
Œoniella é um género botânico pertencente à família das orquídeas (Orchidaceae).

## Etimologia
O nome deste gênero deriva do diminutivo do  substantivo Œonia, que por sua vez procede da latinização da palavra grega:  οιωνός (oionós) que significa "ave", em referência à forma de suas flores.

## Espécies
1. Oeoniella aphrodite  (Balf.f. & S.Moore) Schltr. (1918)
2. Oeoniella polystachys  (Thouars) Schltr. (1918)